# Notophthiracarus calugari
Notophthiracarus calugari är en kvalsterart som beskrevs av Wojciech Niedbała 1987. Notophthiracarus calugari ingår i släktet Notophthiracarus och familjen Phthiracaridae. Inga underarter finns listade i Catalogue of Life.